# Saison NBA 2011-2012
Navigation
Saison 2010-2011 Saison 2012-2013
La saison NBA 2011-2012 est la 63e saison de la NBA (66e en comptant les trois saisons BAA). Le NBA All-Star Game 2012 se déroule le 26 février 2012 à l'Amway Center d'Orlando, la salle du Magic d'Orlando.
Les propriétaires et la NBA d'un côté et les joueurs de l'autre côté sont dans une impasse dans leurs négociations contractuelles. Cette impasse conduit la NBA à décréter un lock-out de ses activités le 1er juillet 2011. En l'absence de résultats positifs lors des négociations, la NBA annule les premiers matchs de la saison. Ce phénomène entraîne de nombreuses conséquences, outre l'aspect financier qui est de taille, puisqu'il n'y a aucune recette (que ce soit la vente de billet ou simplement les recettes publicitaires), plusieurs joueurs de la NBA partent jouer en Europe ou en Chine.
Un précédent lock-out avait eu lieu lors de la saison 1998-1999 et un accord avait été trouvé le 18 janvier 1999 pour que la saison puisse débuter le 5 février.
Le 26 novembre, les deux parties annoncent avoir trouvé un accord de principe et donc mettre fin au lock-out. La saison régulière commence à Noël, avec un calendrier réduit à 66 matchs au lieu des 82 habituels.

## Lock-out
Le lock-out a été le quatrième arrêt de travail de l'histoire de la NBA. Il a débuté à 04h01 UTC (00h01 HAE) le 1er juillet 2011. Les principales questions divisant les propriétaires et les joueurs portaient sur le partage des revenus et de la structure du plafond salarial. Pendant le lock-out, les équipes ne pouvaient pas faire signer ou communiquer avec les joueurs et les joueurs ne pouvaient pas accéder aux installations des équipes de la NBA, utiliser les formateurs, ou les membres du personnel. Tous les matchs préparatoires (qui devaient débuter le 9 octobre) et les six premières semaines de la saison régulière (prévue pour commencer le 1er novembre) ont été annulés. Certains joueurs ont signé des contrats pour jouer dans d'autres pays, et ces contrats comprenaient généralement une clause leur permettant de revenir à la NBA une fois le lock-out terminé.
Le 26 novembre 2011 après 15 heures de pourparlers, un accord provisoire est conclu. La NBA lance alors une version révisée de la saison 2011-2012. Les propriétaires permettent aux joueurs de reprendre les séances d'entraînement sur les sites de leur équipe à partir du 1er décembre,.
Le 8 décembre 2011, le lock-out prend fin lorsque les propriétaires et les joueurs ont ratifié une nouvelle convention collective (ou CBA, pour Collective Bargain Agreement).

## Transactions

### Transferts
- Les Lakers de Los Angeles échangent Lamar Odom aux Mavericks de Dallas contre un tour de draft.
- Les Clippers de Los Angeles récupèrent Chris Paul des Hornets de la Nouvelle Orléans en échange de Chris Kaman, Eric Gordon, Al-Farouq Aminu et un tour de draft. Cet échange cause une polémique : en effet les Lakers étaient sur les rangs pour acquérir Chris Paul, mais la NBA bloque l'échange en tant que propriétaire des Hornets. Les Clippers obtiennent le meneur quelques jours plus tard.
- Tyson Chandler quitte Dallas pour rejoindre les Knicks de New York.
- Boris Diaw quitte les Bobcats de Charlotte à la mi-saison, pour rejoindre son compatriote et ami Tony Parker aux Spurs de San Antonio[5].
- Mickaël Piétrus s'engage avec les Celtics de Boston après avoir signé un premier temps avec les Raptors de Toronto, mais la franchise canadienne invalide son transfert pour une anomalie cardiaque décelée chez le joueur.
- Jeremy Lin, jeune joueur d'origine taïwanaise, explose au sein des Knicks de New York, après être passé par Golden State et Houston.
- Coupé par les Cavaliers de Cleveland, Baron Davis choisit de renforcer les rangs de New York.
- Nenê, pivot de Denver, est échangé contre JaVale McGee et Ronny Turiaf, en provenance de Washington[6].
- José Juan Barea alors agent libre, signe aux Timberwolves du Minnesota[7].
- Les Clippers de Los Angeles recrutent Chauncey Billups.
- Coupé par les Suns, Vince Carter s'engage avec les champions en titre, les Mavericks de Dallas.
- Le pivot international français Ronny Turiaf, s'engage avec le Heat de Miami. Il avait auparavant été envoyé par Washington à Denver mais cette dernière franchise a rompu le contrat avant que Turiaf ne dispute le moindre match avec elle[8].
- Dwight Howard, meilleur rebondeur et meilleur pivot de la ligue, décide après de multiples rebondissement de prolonger son contrat avec Orlando d'une saison.
- Derek Fisher est envoyé aux Rockets, cependant Houston le coupe, Derek s'engage finalement avec le Thunder jusqu'à la fin de saison.
- Andrew Bogut et Stephen Jackson (alors aux Bucks de Milwaukee) sont envoyés aux Warriors de Golden State en échange du NBA Most Improved Player 2007 Monta Ellis, d'Ekpe Udoh et de Kwame Brown[9].
- Stephen Jackson, tout juste envoyé des Bucks de Milwaukee aux Warriors de Golden State, est échangé contre Richard Jefferson des Spurs de San Antonio.

### Retraite

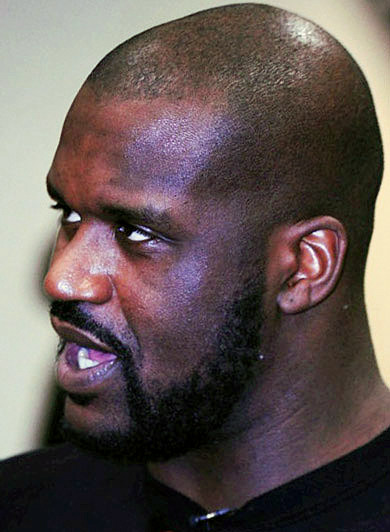
Shaquille O'Neal retraite à 39 ans.

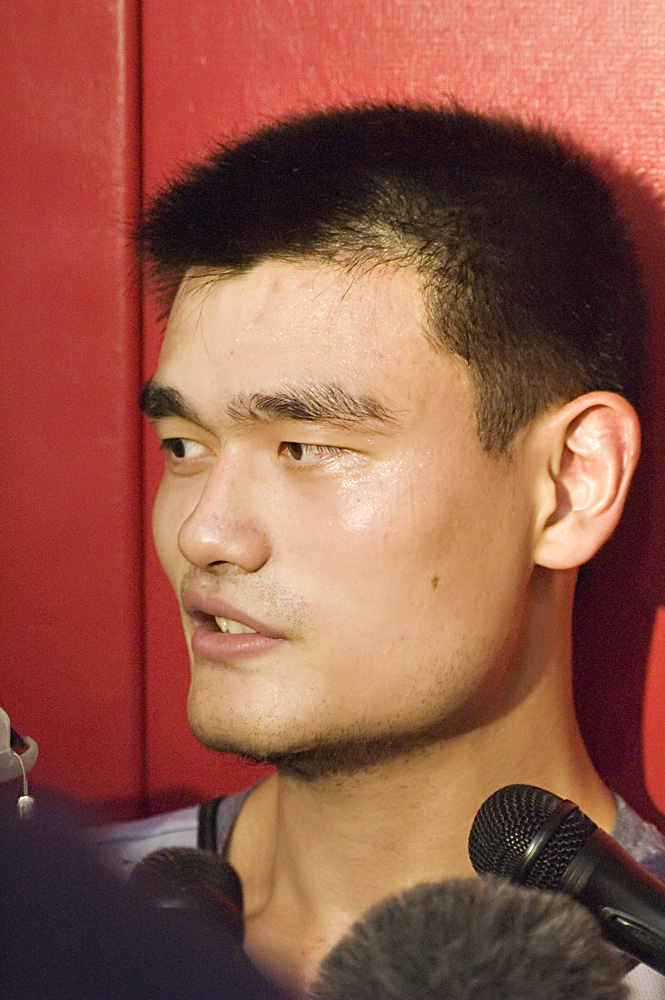
Yao Ming prend sa retraite à la suite de multiples blessures au pied et aux poignets.

Huit joueurs annoncent leur retraite :
- le 18 avril : Jason Williams âgé de 35 ans du Magic d'Orlando[10].
- le 1er juin : Shaquille O'Neal âgé de 39 ans des Celtics de Boston[11].
- le 8 juillet : Yao Ming âgé de 30 ans des Rockets de Houston prend sa retraite à la suite de multiples blessures au pied et aux poignets[12].
- 30 septembre : Žydrūnas Ilgauskas âgé de 36 ans du Heat de Miami[13].
- le 10 décembre : Brandon Roy âgé de 27 ans des Trail Blazers de Portland à la suite de problèmes de genoux, ses médecins s'étant aperçus tout simplement qu'il n'avait presque plus de cartilage dans les deux genoux[14],[15]
- le 19 décembre : Predrag Stojaković âgé de 34 ans des Mavericks de Dallas.
- le 20 décembre : Antonio McDyess âgé de 37 ans des Spurs de San Antonio.
- le 23 décembre : Theo Ratliff âgé de 38 ans des Lakers de Los Angeles.
- le 12 mars 2012 : T.J. Ford âgé de 28 ans des Spurs de San Antonio, décide de prendre sa retraite, à la suite de problèmes au niveau des cervicales[16].
- le 21 mars : Jeff Foster âgé de 35 ans des Pacers de l'Indiana, annonce sa retraite en raison de douleurs récurrentes au dos.

### Entraîneurs
| Équipe                    | Entraîneur 2010-2011 | Entraîneur 2011-2012 |
| ------------------------- | -------------------- | -------------------- |
| Lakers de Los Angeles     | Phil Jackson         | Mike Brown           |
| Rockets de Houston        | Rick Adelman         | Kevin McHale         |
| Warriors de Golden State  | Keith Smart          | Mark Jackson         |
| Raptors de Toronto        | Jay Triano           | Dwane Casey          |
| Pistons de Détroit        | John Kuester         | Lawrence Frank       |
| Timberwolves du Minnesota | Kurt Rambis          | Rick Adelman         |

- Le 20 mai les Lakers de Los Angeles annoncent la venue comme nouvel entraîneur de Mike Brown ; les autres candidats étaient Brian Shaw, entraîneur adjoint chez les Pacers de l'Indiana et Rick Adelman en fin de contrat chez les Rockets de Houston[17],[18] en remplacement de Phil Jackson partant en retraite à la fin de la saison[19],[20].
- Le 1er juin les Rockets de Houston remplacent Rick Adelman[21] dont le contrat arrive à échéance en fin de saison par Kevin McHale[22],[23].
- le 6 juin les Warriors de Golden State licencient leur entraîneur Keith Smart[24] et le remplacent par Mark Jackson[25].
- Le 21 juin, les Raptors de Toronto embauchent l'entraîneur-adjoint des Mavericks de Dallas Dwane Casey[26] pour remplacer Jay Triano, dont le contrat d'entraîneur a expiré à la fin de la saison précédente. Triano a été retenu comme assistant spécial du président et manager général Bryan Colangelo[27].
- le 3 août les Pistons de Détroit embauchent l'entraîneur adjoint des Celtics de Boston, Lawrence Frank[28] en remplacement de John Kuester qu'ils avaient licencié[29],[30].
- Le 28 septembre les Timberwolves du Minnesota font signer Rick Adelman[31],[32] ancien entraîneur des Rockets de Houston en remplacement de Kurt Rambis renvoyé par le club après les résultats calamiteux de la saison (17 victoires pour 65 défaites)[33].

## Saison régulière

### Principe
Une version révisée de 66 matchs pour la saison régulière a débuté le 25 décembre 2011, avec cinq matchs le jour de Noël, deux de plus que le calendrier initial. La ligue a construit un nouveau calendrier à partir des dates disponibles des salles. Le nombre de matchs entre les conférences est modifié comme ce fut le cas dans le lock-out 1999, lorsque chaque équipe a joué seulement cinq ou six matchs inter-conférence dans une saison de 50 matchs. Normalement, chaque équipe joue deux fois chaque équipe de l'autre conférence. Cette saison les équipes joueront 48 matchs contre des équipes de leur conférence et 18 matchs contre des équipes d'une autre conférence dans un calendrier de 66 matchs, comparé aux 52 matchs de conférence et 30 matchs hors-conférence dans une saison normale de 82 matchs. Les équipes joueront en moyenne deux matchs de plus par mois et seront amenées à jouer trois matchs consécutifs en trois jours au moins une fois dans la saison le back-to-back-to-back. Au total, la ligue aura un total de 42 back-to-back-to-back. L'ensemble de trois matchs, ou triple, n'a pas eu lieu depuis la saison 1999 écourtée, qui a comporté 64 triples.

### Faits marquants
- La saison régulière débute le 25 décembre par une série de cinq matchs Christmas day special en commençant par le match opposant à New York, les Knicks de New York aux Celtics qui voit les locaux s'imposer de justesse 106-104 dans leur salle du Madison Square Garden. Suit le match entre les Mavericks de Dallas (champion en titre) et le Heat de Miami (finaliste), Miami prend sa revanche en s'imposant chez son adversaire 105-94. Pour le troisième match, les Lakers de Los Angeles reçoivent les Bulls de Chicago, et au terme d'un gros suspense les Bulls s'imposent 88-87. L'avant dernier match oppose le Thunder d'Oklahoma City qui bat le Magic d'Orlando 97-89. Enfin pour clore cette journée les Clippers de Los Angeles vont s'imposer chez les Warriors de Golden State 105-86.

### Classements
| Champion de division | Qualifié pour les playoffs | Éliminé des playoffs |

Les champions de division sont automatiquement qualifiés pour les playoffs, ainsi que les cinq meilleures franchises de chaque conférence.

#### Par division
Source : nba.com
| Division Atlantique   | V  | D  | PCT    | GB   | Dom   | Ext   | Div | Conf  |
| --------------------- | -- | -- | ------ | ---- | ----- | ----- | --- | ----- |
| Celtics de Boston     | 39 | 27 | 59,1 % | -    | 24-9  | 15-18 | 8-6 | 32-16 |
| Knicks de New York    | 36 | 30 | 54,5 % | 3.0  | 22-11 | 14-19 | 8-6 | 28-20 |
| 76ers de Philadelphie | 35 | 31 | 53,0 % | 4.0  | 19-14 | 16-17 | 7-6 | 28-20 |
| Raptors de Toronto    | 23 | 43 | 38,8 % | 16.0 | 13-20 | 10-23 | 7-8 | 15-33 |
| Nets du New Jersey    | 22 | 44 | 33,3 % | 17.0 | 9-24  | 13-20 | 5-9 | 16-32 |

| Division Centrale      | V  | D  | PCT    | GB   | Dom   | Ext   | Div  | Conf  |
| ---------------------- | -- | -- | ------ | ---- | ----- | ----- | ---- | ----- |
| Bulls de Chicago       | 50 | 16 | 75,8 % | -    | 26-7  | 24-9  | 13-1 | 38-10 |
| Pacers de l'Indiana    | 42 | 24 | 63,6 % | 8.0  | 23-10 | 19-14 | 9-4  | 29-19 |
| Bucks de Milwaukee     | 31 | 35 | 47,0 % | 19.0 | 17-16 | 14-19 | 7-8  | 24-24 |
| Pistons de Détroit     | 25 | 41 | 37,9 % | 25.0 | 18-15 | 7-26  | 4-11 | 20-28 |
| Cavaliers de Cleveland | 21 | 45 | 31,8 % | 29.0 | 11-22 | 10-23 | 3-12 | 13-35 |

| Division Sud-Est      | V  | D  | PCT    | GB   | Dom   | Ext   | Div  | Conf  |
| --------------------- | -- | -- | ------ | ---- | ----- | ----- | ---- | ----- |
| Heat de Miami         | 46 | 20 | 69,7 % | -    | 28-5  | 18-15 | 9-5  | 35-13 |
| Hawks d'Atlanta       | 40 | 26 | 60,6 % | 6.0  | 23-10 | 17-16 | 11-3 | 31-17 |
| Magic d'Orlando       | 37 | 29 | 56,1 % | 9.0  | 21-12 | 16-17 | 8-7  | 30-18 |
| Wizards de Washington | 20 | 46 | 30,3 % | 26.0 | 11-22 | 9-24  | 7-7  | 16-32 |
| Bobcats de Charlotte  | 7  | 59 | 10,6 % | 39.0 | 4-29  | 3-30  | 1-14 | 5-43  |

| Division Nord-Ouest       | V  | D  | PCT    | GB   | Dom   | Ext   | Div  | Conf  |
| ------------------------- | -- | -- | ------ | ---- | ----- | ----- | ---- | ----- |
| Thunder d'Oklahoma City   | 47 | 19 | 71,2 % | -    | 26-7  | 21-12 | 10-3 | 34-14 |
| Nuggets de Denver         | 38 | 28 | 57,6 % | 9.0  | 20-13 | 18-15 | 6-7  | 22-26 |
| Jazz de l'Utah            | 36 | 30 | 54,5 % | 11.0 | 25-8  | 11-22 | 9-4  | 25-23 |
| Trail Blazers de Portland | 28 | 38 | 42,4 % | 19.0 | 20-13 | 8-25  | 4-10 | 20-28 |
| Timberwolves du Minnesota | 26 | 40 | 39,4 % | 21.0 | 13-20 | 13-20 | 4-9  | 19-29 |

| Division Pacifique       | V  | D  | PCT    | GB   | Dom   | Ext   | Div  | Conf  |
| ------------------------ | -- | -- | ------ | ---- | ----- | ----- | ---- | ----- |
| Lakers de Los Angeles    | 41 | 25 | 62,1 % | -    | 26-7  | 15-18 | 9-5  | 32-16 |
| Clippers de Los Angeles  | 40 | 26 | 60,6 % | 1.0  | 24-9  | 16-17 | 7-7  | 29-19 |
| Suns de Phoenix          | 33 | 33 | 50,0 % | 8.0  | 19-14 | 14-19 | 9-5  | 23-25 |
| Warriors de Golden State | 23 | 43 | 34,8 % | 18.0 | 12-23 | 11-22 | 7-8  | 16-32 |
| Kings de Sacramento      | 22 | 44 | 33,3 % | 19.0 | 16-17 | 6-27  | 3-10 | 16-32 |

| Division Sud-Ouest         | V  | D  | PCT    | GB   | Dom   | Ext   | Div  | Conf  |
| -------------------------- | -- | -- | ------ | ---- | ----- | ----- | ---- | ----- |
| Spurs de San Antonio       | 50 | 16 | 75,8 % | -    | 28-5  | 22-11 | 12-4 | 35-13 |
| Grizzlies de Memphis       | 41 | 25 | 61,5 % | 9.0  | 26-7  | 15-18 | 7-8  | 26-22 |
| Mavericks de Dallas        | 36 | 30 | 54,5 % | 14.0 | 23-10 | 13-20 | 8-5  | 26-22 |
| Rockets de Houston         | 34 | 32 | 50,8 % | 16.0 | 22-11 | 12-21 | 6-8  | 23-25 |
| Hornets de la Nlle-Orléans | 21 | 45 | 31,8 % | 29.0 | 11-22 | 10-23 | 3-11 | 14-34 |

#### Par conférence
Source : nba.com
| Conférence Est | Conférence Est         | Conférence Est | Conférence Est | Conférence Est | Conférence Est |  |
| No             | Franchise              | V              | D              | PCT            | GB             |  |
| -------------- | ---------------------- | -------------- | -------------- | -------------- | -------------- |  |
| 1              | Bulls de Chicago       | 50             | 16             | 75,8 %         | -              |  |
| 2              | Heat de Miami          | 46             | 20             | 69,7 %         | 04.0           |  |
| 3              | Pacers de l'Indiana    | 42             | 24             | 63,6 %         | 08.0           |  |
| 4              | Celtics de Boston (a)  | 39             | 27             | 59,1 %         | 11.0           |  |
| 5              | Hawks d'Atlanta (a)    | 40             | 26             | 60,6 %         | 10.0           |  |
| 6              | Magic d'Orlando        | 37             | 29             | 56,1 %         | 13.0           |  |
| 7              | Knicks de New York     | 36             | 30             | 54,5 %         | 14.0           |  |
| 8              | 76ers de Philadelphie  | 35             | 31             | 53,0 %         | 15.0           |  |
|                |                        |                |                |                |                |  |
| 9              | Bucks de Milwaukee     | 31             | 35             | 47,0 %         | 19.0           |  |
| 10             | Pistons de Détroit     | 25             | 41             | 37,9 %         | 25.0           |  |
| 11             | Raptors de Toronto     | 23             | 43             | 34,8 %         | 27.0           |  |
| 12             | Nets du New Jersey     | 22             | 44             | 33,3 %         | 28.0           |  |
| 13             | Cavaliers de Cleveland | 21             | 45             | 31,8 %         | 29.0           |  |
| 14             | Wizards de Washington  | 20             | 46             | 29,2 %         | 30.0           |  |
| 15             | Bobcats de Charlotte   | 7              | 59             | 10,6 %         | 43.0           |  |

| Conférence Ouest | Conférence Ouest               | Conférence Ouest | Conférence Ouest | Conférence Ouest | Conférence Ouest |  |
| No               | Franchise                      | V                | D                | PCT              | GB               |  |
| ---------------- | ------------------------------ | ---------------- | ---------------- | ---------------- | ---------------- |  |
| 1                | Spurs de San Antonio           | 50               | 16               | 75,8 %           | -                |  |
| 2                | Thunder d'Oklahoma City        | 47               | 19               | 71,2 %           | 03.0             |  |
| 3                | Lakers de Los Angeles (a)      | 41               | 25               | 63,1 %           | 09.0             |  |
| 4                | Grizzlies de Memphis (a)       | 41               | 25               | 63,1 %           | 09.0             |  |
| 5                | Clippers de Los Angeles        | 40               | 26               | 60,6 %           | 10.0             |  |
| 6                | Nuggets de Denver              | 38               | 28               | 57,6 %           | 12.0             |  |
| 7                | Mavericks de Dallas (b)        | 36               | 30               | 54,5 %           | 14.0             |  |
| 8                | Jazz de l'Utah (b)             | 36               | 30               | 54,5 %           | 14.0             |  |
|                  |                                |                  |                  |                  |                  |  |
| 9                | Rockets de Houston             | 34               | 32               | 51,5 %           | 16.0             |  |
| 10               | Suns de Phoenix                | 33               | 33               | 50,0 %           | 17.0             |  |
| 11               | Trail Blazers de Portland      | 28               | 38               | 42,4 %           | 22.0             |  |
| 12               | Timberwolves du Minnesota      | 26               | 40               | 39,4 %           | 24.0             |  |
| 13               | Warriors de Golden State       | 23               | 43               | 34,8 %           | 27.0             |  |
| 14               | Kings de Sacramento            | 22               | 44               | 33,3 %           | 28.0             |  |
| 15               | Hornets de la Nouvelle-Orléans | 21               | 45               | 31,8 %           | 29.0             |  |

## Play-offs
Les playoffs sont disputés par les huit équipes les mieux classées de la conférence Est et par les huit les mieux classées de la conférence Ouest. Le tableau suivant résume les résultats.

### Tableau
|  | 1er tour         | 1er tour                | 1er tour                |   |                         | Demi-finales de Conférence | Demi-finales de Conférence | Demi-finales de Conférence |  |   | Finales de Conférence | Finales de Conférence | Finales de Conférence |  |    | Finales NBA   | Finales NBA | Finales NBA |
|  |                  |                         |                         |   |                         |                            |                            |                            |  |   |                       |                       |                       |  |    |               |             |             |
|  | 1                | Bulls de Chicago        | 2                       |   |                         |                            |                            |                            |  |   |                       |                       |                       |  |    |               |             |             |
|  | 8                | 76ers de Philadelphie   | 4                       |   |                         |                            |                            |                            |  |   |                       |                       |                       |  |    |               |             |             |
|  | 8                | 76ers de Philadelphie   | 4                       |   | 8                       | 76ers de Philadelphie      | 3                          |                            |  |   |                       |                       |                       |  |    |               |             |             |
|  |                  |                         |                         |   | 8                       | 76ers de Philadelphie      | 3                          |                            |  |   |                       |                       |                       |  |    |               |             |             |
|  |                  | 4                       | Celtics de Boston       | 4 |                         |                            |                            |                            |  |   |                       |                       |                       |  |    |               |             |             |
|  | 4                | 4                       | Celtics de Boston       | 4 | Celtics de Boston       | 4                          |                            |                            |  |   |                       |                       |                       |  |    |               |             |             |
|  | 4                |                         |                         |   | Celtics de Boston       | 4                          |                            |                            |  |   |                       |                       |                       |  |    |               |             |             |
|  | 5                | Hawks d'Atlanta         | 2                       |   |                         |                            |                            |                            |  |   |                       |                       |                       |  |    |               |             |             |
|  | 5                | Hawks d'Atlanta         | 2                       |   |                         |                            |                            |                            |  | 4 | Celtics de Boston     | 3                     |                       |  |    |               |             |             |
|  | Conférence Est   |                         |                         |   |                         |                            |                            |                            |  | 4 | Celtics de Boston     | 3                     |                       |  |    |               |             |             |
|  |                  | 2                       | Heat de Miami           | 4 |                         |                            |                            |                            |  |   |                       |                       |                       |  |    |               |             |             |
|  | 3                | 2                       | Heat de Miami           | 4 | Pacers de l'Indiana     | 4                          |                            |                            |  |   |                       |                       |                       |  |    |               |             |             |
|  | 3                |                         |                         |   | Pacers de l'Indiana     | 4                          |                            |                            |  |   |                       |                       |                       |  |    |               |             |             |
|  | 6                | Magic d'Orlando         | 1                       |   |                         |                            |                            |                            |  |   |                       |                       |                       |  |    |               |             |             |
|  | 6                | Magic d'Orlando         | 1                       |   | 3                       | Pacers de l'Indiana        | 2                          |                            |  |   |                       |                       |                       |  |    |               |             |             |
|  |                  |                         |                         |   | 3                       | Pacers de l'Indiana        | 2                          |                            |  |   |                       |                       |                       |  |    |               |             |             |
|  |                  | 2                       | Heat de Miami           | 4 |                         |                            |                            |                            |  |   |                       |                       |                       |  |    |               |             |             |
|  | 2                | 2                       | Heat de Miami           | 4 | Heat de Miami           | 4                          |                            |                            |  |   |                       |                       |                       |  |    |               |             |             |
|  | 2                |                         |                         |   | Heat de Miami           | 4                          |                            |                            |  |   |                       |                       |                       |  |    |               |             |             |
|  | 7                | Knicks de New York      | 1                       |   |                         |                            |                            |                            |  |   |                       |                       |                       |  |    |               |             |             |
|  | 7                | Knicks de New York      | 1                       |   |                         |                            |                            |                            |  |   |                       |                       |                       |  | E2 | Heat de Miami | 4           |             |
|  |                  |                         |                         |   |                         |                            |                            |                            |  |   |                       |                       |                       |  | E2 | Heat de Miami | 4           |             |
|  |                  | W2                      | Thunder d'Oklahoma City | 1 |                         |                            |                            |                            |  |   |                       |                       |                       |  |    |               |             |             |
|  | 1                | W2                      | Thunder d'Oklahoma City | 1 | Spurs de San Antonio    | 4                          |                            |                            |  |   |                       |                       |                       |  |    |               |             |             |
|  | 1                |                         |                         |   | Spurs de San Antonio    | 4                          |                            |                            |  |   |                       |                       |                       |  |    |               |             |             |
|  | 8                | Jazz de l'Utah          | 0                       |   |                         |                            |                            |                            |  |   |                       |                       |                       |  |    |               |             |             |
|  | 8                | Jazz de l'Utah          | 0                       |   | 1                       | Spurs de San Antonio       | 4                          |                            |  |   |                       |                       |                       |  |    |               |             |             |
|  |                  |                         |                         |   | 1                       | Spurs de San Antonio       | 4                          |                            |  |   |                       |                       |                       |  |    |               |             |             |
|  |                  | 5                       | Clippers de Los Angeles | 0 |                         |                            |                            |                            |  |   |                       |                       |                       |  |    |               |             |             |
|  | 4                | 5                       | Clippers de Los Angeles | 0 | Grizzlies de Memphis    | 3                          |                            |                            |  |   |                       |                       |                       |  |    |               |             |             |
|  | 4                |                         |                         |   | Grizzlies de Memphis    | 3                          |                            |                            |  |   |                       |                       |                       |  |    |               |             |             |
|  | 5                | Clippers de Los Angeles | 4                       |   |                         |                            |                            |                            |  |   |                       |                       |                       |  |    |               |             |             |
|  | 5                | Clippers de Los Angeles | 4                       |   |                         |                            |                            |                            |  | 1 | Spurs de San Antonio  | 2                     |                       |  |    |               |             |             |
|  | Conférence Ouest |                         |                         |   |                         |                            |                            |                            |  | 1 | Spurs de San Antonio  | 2                     |                       |  |    |               |             |             |
|  |                  | 2                       | Thunder d'Oklahoma City | 4 |                         |                            |                            |                            |  |   |                       |                       |                       |  |    |               |             |             |
|  | 3                | 2                       | Thunder d'Oklahoma City | 4 | Lakers de Los Angeles   | 4                          |                            |                            |  |   |                       |                       |                       |  |    |               |             |             |
|  | 3                |                         |                         |   | Lakers de Los Angeles   | 4                          |                            |                            |  |   |                       |                       |                       |  |    |               |             |             |
|  | 6                | Nuggets de Denver       | 3                       |   |                         |                            |                            |                            |  |   |                       |                       |                       |  |    |               |             |             |
|  | 6                | Nuggets de Denver       | 3                       |   | 3                       | Lakers de Los Angeles      | 1                          |                            |  |   |                       |                       |                       |  |    |               |             |             |
|  |                  |                         |                         |   | 3                       | Lakers de Los Angeles      | 1                          |                            |  |   |                       |                       |                       |  |    |               |             |             |
|  |                  | 2                       | Thunder d'Oklahoma City | 4 |                         |                            |                            |                            |  |   |                       |                       |                       |  |    |               |             |             |
|  | 2                | 2                       | Thunder d'Oklahoma City | 4 | Thunder d'Oklahoma City | 4                          |                            |                            |  |   |                       |                       |                       |  |    |               |             |             |
|  | 2                |                         |                         |   | Thunder d'Oklahoma City | 4                          |                            |                            |  |   |                       |                       |                       |  |    |               |             |             |
|  | 7                | Mavericks de Dallas     | 0                       |   |                         |                            |                            |                            |  |   |                       |                       |                       |  |    |               |             |             |

## Leaders statistiques de la saison régulière
Pour pouvoir être classé et prétendre au titre de meilleur joueur de la ligue dans une catégorie statistique, un joueur doit répondre à un minimum de critères édictés dans le Rate Statistic Requirements.
Source : NBA.com Mise à jour le 13 mai 2012
| Catégorie                      | Joueur         | Équipe                    | Statistique |
| ------------------------------ | -------------- | ------------------------- | ----------- |
| Points par match               | Kevin Durant   | Thunder d'Oklahoma City   | 28,0        |
| Rebonds par match              | Dwight Howard  | Magic d'Orlando           | 14,5        |
| Passes par match               | Rajon Rondo    | Celtics de Boston         | 11,7        |
| Interceptions par match        | Chris Paul     | Clippers de Los Angeles   | 2,53        |
| Contres par match              | Serge Ibaka    | Thunder d'Oklahoma City   | 3,65        |
| Pourcentage de réussite        | Tyson Chandler | Knicks de New York        | 67,9 %      |
| Pourcentage à 3 points         | Steve Novak    | Knicks de New York        | 47,2 %      |
| Pourcentage aux lancers-francs | Jamal Crawford | Trail Blazers de Portland | 92,7 %      |

## Records de la saison

### Individuels
- Le 31 décembre 2011 : 800 victoires d'entraîneur. L'entraîneur des Spurs de San Antonio, Gregg Popovich devient le quatorzième entraineur NBA à obtenir 800 victoires (lors de la victoire des Spurs 104-89 face au Jazz de l'Utah) mais le second après Jerry Sloan à les avoir obtenues avec la même équipe[36].
- Le 1er janvier 2012 : Plus jeune joueur à 28 000 points. Lors de la défaite des Lakers de Los Angeles 90-99 chez les Nuggets de Denver, Kobe Bryant devient le plus jeune joueur à franchir la barre des 28 000 points marqués à l'âge de 33 ans et 131 jours.
- Le 12 janvier 2012 : Dwight Howard du Magic d'Orlando établit un nouveau record des tentatives de lancers francs dans un match. Il a tenté 39 lancers francs contre les Warriors de Golden State, battant le record de Wilt Chamberlain qui était de 34 tentatives en 1962. Howard a réussi 42 pour cent de ses lancers francs cette saison et un peu moins de 60 pour cent dans sa carrière. Il a réussi 21 des 39 tentatives, et il a terminé avec 45 points et 23 rebonds dans lors de la victoire du Magic 117-109[37].
- Le 12 janvier 2012 : Steve Nash (Suns de Phoenix) dépasse les 16 000 points dans sa carrière lors de la défaite chez les Cavaliers de Cleveland 90 à 101 et devient le 15e joueur en activité à dépasser ce total[38].
- Le 13 janvier 2012 : Dirk Nowitzki (Mavericks de Dallas) dépasse les 23 000 points dans sa carrière lors d'une victoire chez les Bucks de Milwaukee 100 à 72.
- Le 20 janvier 2012 : Pau Gasol (Lakers de Los Angeles) dépasse les 14 000 points dans sa carrière lors d'une défaite chez le Magic d'Orlando 80 à 92.
- Le 23 janvier 2012 : Richard Hamilton (Bulls de Chicago) dépasse les 15 000 points dans sa carrière lors d'une victoire contre les Nets du New Jersey 110 à 95.
- Le 28 janvier 2012 : Kobe Bryant (Lakers de Los Angeles) bat le record de la franchise pour le nombre de lancers francs de Jerry West avec 7 161 lancers lors d'une défaite 89 à 100 contre les Bucks de Milwaukee[39].
- Le 29 janvier 2012 : Kobe Bryant bat son second record en deux jours en devenant celui qui a inscrit le plus grand nombre de paniers dans l'histoire la franchise devançant Kareem Abdul-Jabbar avec 9 936 paniers lors d'une victoire 106 à 101 faces aux Timberwolves du Minnesota[39].
- Le 3 février 2012 : Plus jeune joueur à 18 000 points. LeBron James du Heat de Miami franchit la barre des 18 000 points en carrière lors d'une victoire 99 à 79 face aux 76ers de Philadelphie et devient ainsi le plus jeune joueur à atteindre ce total à l'âge de 27 ans et 35 jours. Le précédent record appartenait à Kobe Bryant.
- Le 6 février 2012 : Kobe Bryant devient le cinquième marqueur NBA de tous les temps en dépassant Shaquille O'Neal avec un total de 28 597 points lors d'une défaite 90 à 95 contre les 76ers de Philadelphie[40].
- Le 6 février 2012 : Tim Duncan (Spurs de San Antonio) dépasse les 22 000 points dans sa carrière lors d'une victoire contre les Grizzlies de Memphis 89 à 84.
- Le 11 février 2012 : Tony Parker (Spurs de San Antonio) dépasse les 13 000 points dans sa carrière lors d'une victoire contre les Nets du New Jersey 103 à 89.
- Le 12 février 2012 : Rashard Lewis (Wizards de Washington) dépasse les 15 000 points dans sa carrière lors d'une victoire contre les Pistons de Détroit 98 à 77.
- Le 20 février 2012 : Dirk Nowitzki, des Mavericks de Dallas, devient le 20e marqueur NBA de tous les temps. Il dépasse Robert Parish avec un total de 23 335 points lors d'une victoire contre les Boston Celtics 89 à 73.
- Le 4 mars 2012 : Paul Pierce (Celtics de Boston) dépasse les 22 000 points dans sa carrière lors d'une victoire contre les Knicks de New York 115 à 111.
- Le 4 mars 2012 : Deron Williams marque 57 points contre les Bobcats de Charlotte dépassant ainsi le record de points des Nets du New Jersey anciennement codétenu avec 52 points par Mike Newlin et Ray Williams.
- Le 19 mars 2012 : Tom Thibodeau, entraîneur des Bulls de Chicago, atteint les 100 victoires dans sa carrière d'entraîneur en seulement 130 rencontres disputées lors d'une victoire contre le Magic d'Orlando 85 à 59.
- Le 21 mars 2012 : Ben Gordon des Pistons de Détroit égale le record qu'il codétient déjà du plus grand nombre de tirs à 3 points réussis dans un match sans en rater un seul avec 9 sur 9 aux tirs à 3 points lors d'une défaite contre les Nuggets de Denver 115 à 116[41].
- Le 23 mars 2012 : Kevin Love marque 51 points lors d'une défaite contre le Thunder d'Oklahoma City 140 à 149 après 2 prolongations, et bat le record de la franchise des Timberwolves du Minnesota.
- Le 21 avril 2012 : Steve Nash devient le 5e meilleur passeur de l'histoire de la NBA lors d'une défaite contre les Nuggets de Denver 118 à 107.

## Récompenses

### Trophées annuels
| - Most Valuable Player : LeBron James, Heat de Miami, - Rookie of the Year : Kyrie Irving, Cavaliers de Cleveland, - Defensive Player of the Year : Tyson Chandler, Knicks de New York, - Sixth Man of the Year : James Harden, Thunder d'Oklahoma City, - Most Improved Player : Ryan Anderson, Magic d'Orlando, - Coach of the Year : Gregg Popovich, Spurs de San Antonio, - Executive of the Year : Larry Bird, Pacers de l'Indiana, - NBA Sportsmanship Award : Jason Kidd, Mavericks de Dallas - J. Walter Kennedy Citizenship Award : Pau Gasol, Lakers de Los Angeles |

| - All-NBA First Team ,: - F LeBron James (Heat de Miami) - F Kevin Durant (Thunder d'Oklahoma City) - C Dwight Howard (Magic d'Orlando) - G Kobe Bryant (Lakers de Los Angeles) - G Chris Paul (Clippers de Los Angeles) | - All-NBA Second Team ,: - F Kevin Love (Timberwolves du Minnesota) - F Blake Griffin (Clippers de Los Angeles) - C Andrew Bynum (Lakers de Los Angeles) - G Tony Parker (Spurs de San Antonio) - G Russell Westbrook (Thunder d'Oklahoma City) | - All-NBA Third Team ,: - F Carmelo Anthony (Knicks de New York) - F Dirk Nowitzki (Mavericks de Dallas) - C Tyson Chandler (Knicks de New York) - G Dwyane Wade (Heat de Miami) - G Rajon Rondo (Celtics de Boston) |

| - NBA All-Defensive First Team ,: - F LeBron James (Heat de Miami) - F Serge Ibaka (Thunder d'Oklahoma City) - C Dwight Howard (Magic d'Orlando) - G Chris Paul (Clippers de Los Angeles) - G Tony Allen (Grizzlies de Memphis) | - NBA All-Defensive Second Team : - F Kevin Garnett (Celtics de Boston) - F Luol Deng (Bulls de Chicago) - C Tyson Chandler (Knicks de New York) - G Rajon Rondo (Celtics de Boston) - G Kobe Bryant (Lakers de Los Angeles) |

| - NBA All-Rookie First Team : - Kyrie Irving (Cavaliers de Cleveland) - Ricky Rubio (Timberwolves du Minnesota) - Kenneth Faried (Nuggets de Denver) - Klay Thompson (Warriors de Golden State) - Iman Shumpert (Knicks de New York) - Kawhi Leonard (Spurs de San Antonio) - Brandon Knight (Pistons de Détroit) | - NBA All-Rookie Second Team : - Chandler Parsons (Rockets de Houston) - Isaiah Thomas (Kings de Sacramento) - MarShon Brooks (Nets de New Jersey) - Derrick Williams (Timberwolves du Minnesota) - Tristan Thompson (Cavaliers de Cleveland) |

Note : Iman Shumpert, Kawhi Leonard et Brandon Knight s'étant retrouvé à égalité lors des votes (40 points chacun), la NBA All-Rookie First Team s'est donc retrouvée avec 7 joueurs.
- MVP des Finales : LeBron James, Heat de Miami.

### Joueurs de la semaine
| Semaine             | Conférence Est                          | Conférence Ouest                                  | Réf.   |
| ------------------- | --------------------------------------- | ------------------------------------------------- | ------ |
| 25 déc. – 1 jan.    | LeBron James (Heat de Miami) (1/6)      | Kevin Durant (Thunder d'Oklahoma City) (1/3)      | [ 62 ] |
| 2 jan. – 9 jan.     | LeBron James (Heat de Miami) (2/6)      | Kobe Bryant (Lakers de Los Angeles) (1/2)         | [ 63 ] |
| 10 jan. – 15 jan.   | Derrick Rose (Bulls de Chicago) (1/2)   | Kobe Bryant (Lakers de Los Angeles) (2/2)         | [ 64 ] |
| 16 jan. – 22 jan.   | Dwight Howard (Magic d'Orlando) (1)     | Marc Gasol (Memphis Grizzlies) (1)                | [ 65 ] |
| 23 jan. – 29 jan.   | LeBron James (Heat de Miami) (3/6)      | Russell Westbrook (Thunder d'Oklahoma City) (1/2) | [ 66 ] |
| 30 jan. – 5 fév.    | Paul Pierce (Celtics de Boston) (1/2)   | Tony Parker (Spurs de San Antonio) (1)            | [ 67 ] |
| 6 fév. – 12 fév.    | Jeremy Lin (Knicks de New York) (1)     | Russell Westbrook (Thunder d'Oklahoma City) (2/2) | [ 68 ] |
| 13 fév. – 19 fév.   | LeBron James (Heat de Miami) (4/6)      | Kevin Durant (Thunder d'Oklahoma City) (2/3)      | [ 69 ] |
| 27 fév. – 4 mars    | Derrick Rose (Bulls de Chicago) (2/2)   | Ty Lawson (Nuggets de Denver) (1)                 | [ 70 ] |
| 5 mars – 11 mars    | Ersan İlyasova (Bucks de Milwaukee) (1) | Monta Ellis (Warriors de Golden State) (1)        | [ 71 ] |
| 12 mars – 18 mars   | Drew Gooden (Bucks de Milwaukee) (1)    | Andrew Bynum (Lakers de Los Angeles) (1/2)        | [ 72 ] |
| 19 mars – 25 mars   | Joe Johnson (Hawks d'Atlanta) (1)       | Kevin Durant (Thunder d'Oklahoma City) (3/3)      | [ 73 ] |
| 26 mars – 1er avril | Paul Pierce (Celtics de Boston) (2/2)   | Chris Paul (Clippers de Los Angeles) (1)          | [ 74 ] |
| 2 avril – 8 avril   | LeBron James (Heat de Miami) (5/6)      | Goran Dragić (Rockets de Houston) (1)             | [ 75 ] |
| 9 avril – 15 avril  | Kevin Garnett (Celtics de Boston) (1)   | Andrew Bynum (Lakers de Los Angeles) (2/2)        | [ 76 ] |
| 16 avril – 22 avril | LeBron James (Heat de Miami) (6/6)      | Al Jefferson (Jazz de l'Utah) (1)                 | [ 77 ] |

### Joueurs du mois
| Mois               | Conférence Est                           | Conférence Ouest                             | Réf.   |
| ------------------ | ---------------------------------------- | -------------------------------------------- | ------ |
| décembre – janvier | LeBron James (Heat de Miami) (1/2)       | Kobe Bryant (Lakers de Los Angeles) (1)      | [ 78 ] |
| février            | LeBron James (Heat de Miami) (2/2)       | Kevin Durant (Thunder d'Oklahoma City) (1/2) | [ 79 ] |
| mars               | Paul Pierce (Celtics de Boston) (1)      | Kevin Durant (Thunder d'Oklahoma City) (2/2) | [ 80 ] |
| avril              | Carmelo Anthony (Knicks de New York) (1) | Chris Paul (Clippers de Los Angeles) (1)     | [ 81 ] |

### Rookies du mois
| Mois               | Conférence Est                              | Conférence Ouest                            | Réf.   |
| ------------------ | ------------------------------------------- | ------------------------------------------- | ------ |
| décembre – janvier | Kyrie Irving (Cavaliers de Cleveland) (1/3) | Ricky Rubio (Timberwolves du Minnesota) (1) | [ 82 ] |
| février            | Kyrie Irving (Cavaliers de Cleveland) (2/3) | Isaiah Thomas (Kings de Sacramento) (1/2)   | [ 83 ] |
| mars               | Kyrie Irving (Cavaliers de Cleveland) (3/3) | Isaiah Thomas (Kings de Sacramento) (2/2)   | [ 84 ] |
| avril              | Ivan Johnson (Hawks d'Atlanta) (1)          | Kenneth Faried (Nuggets de Denver) (1)      | [ 85 ] |

### Entraîneurs du mois
| Mois               | Conférence Est                         | Conférence Ouest                            | Réf.   |
| ------------------ | -------------------------------------- | ------------------------------------------- | ------ |
| décembre – janvier | Tom Thibodeau (Bulls de Chicago) (1/2) | Scott Brooks (Thunder d'Oklahoma City) (1)  | [ 86 ] |
| février            | Erik Spoelstra (Heat de Miami) (1)     | Gregg Popovich (Spurs de San Antonio) (1/2) | [ 87 ] |
| mars               | Tom Thibodeau (Bulls de Chicago) (2/2) | Gregg Popovich (Spurs de San Antonio) (2/2) | [ 88 ] |
| avril              | Frank Vogel (Pacers de l'Indiana) (1)  | Lionel Hollins (Grizzlies de Memphis) (1)   | [ 89 ] |